# اس‌اس رکس
اس‌اس رکس (به انگلیسی: SS Rex) یک کشتی بود که طول آن ۸۸۰ فوت (۲۷۰ متر) بود. این کشتی در سال ۱۹۳۱ ساخته شد.